# Ohio Bobcats

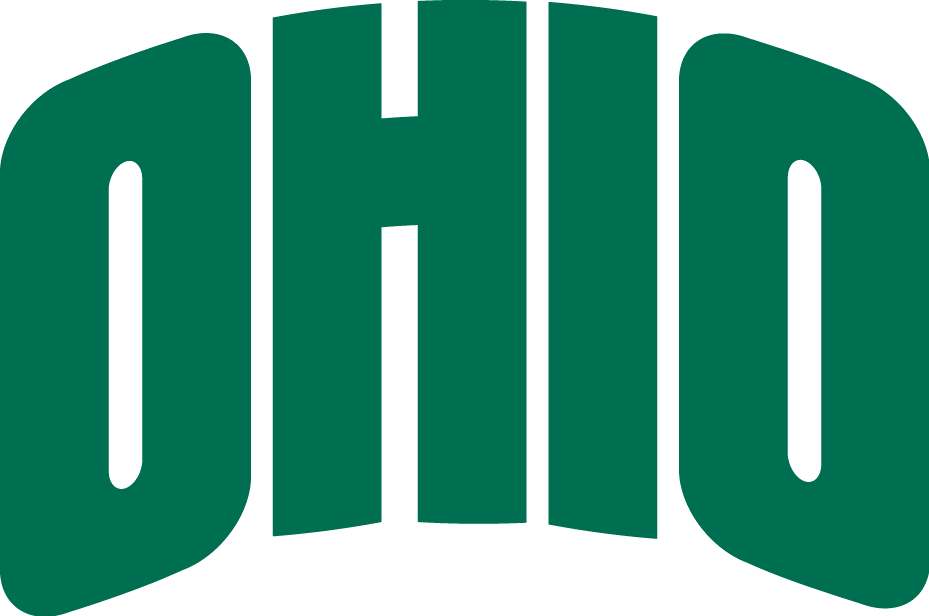
Ohio Bobcats Logo

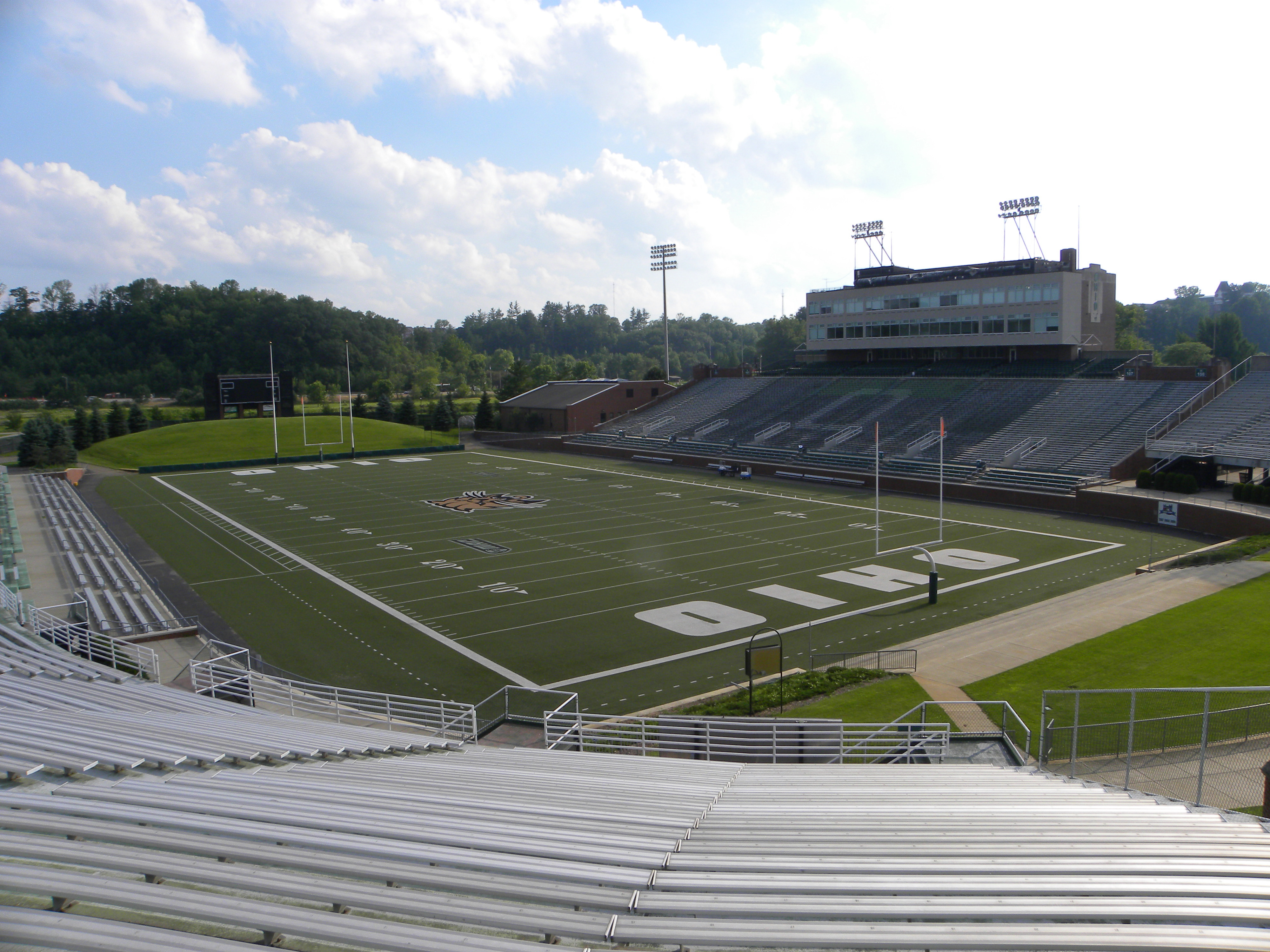
Ohio American-Football-Stadion

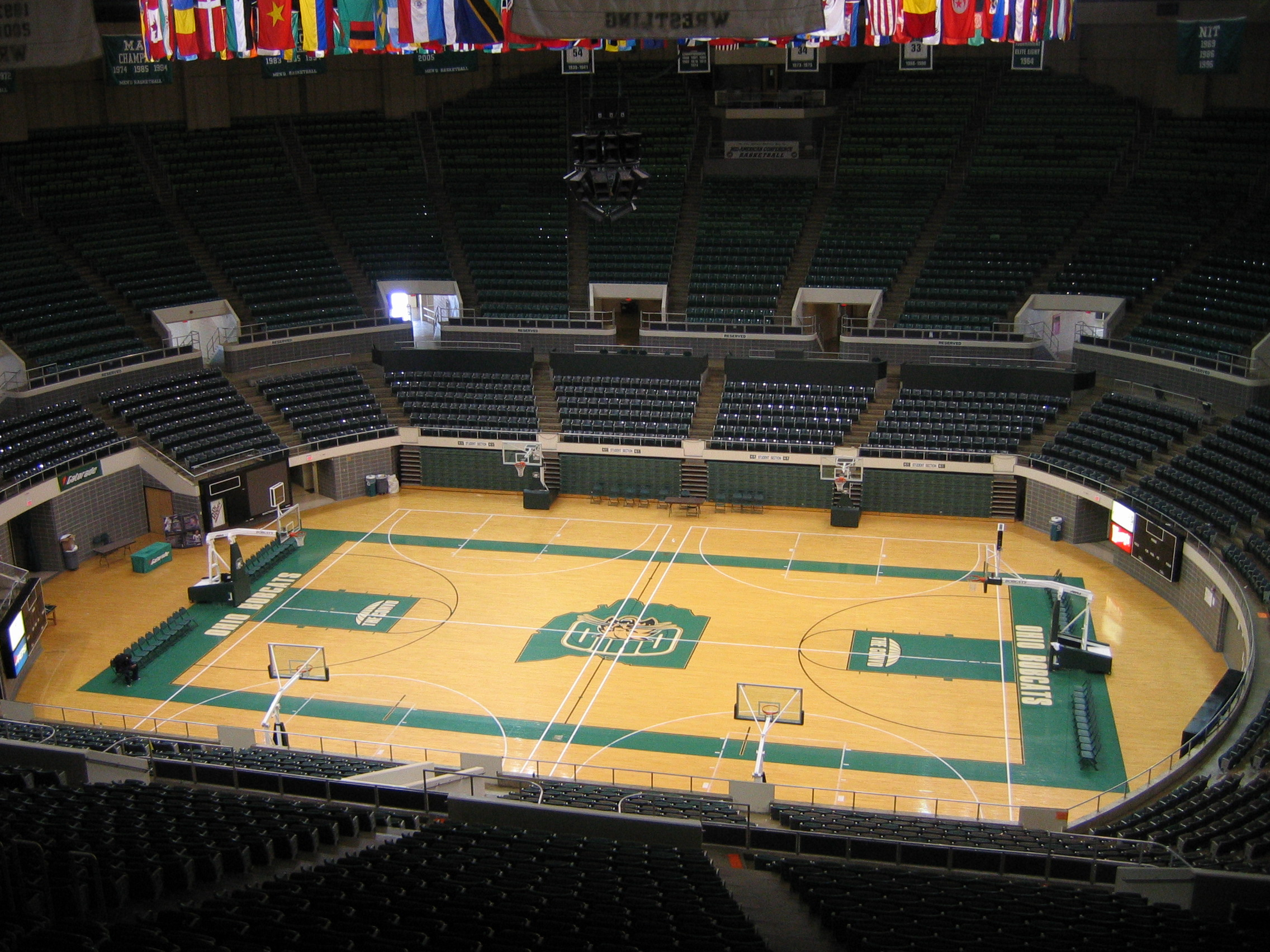
Ohio Basketball-Arena

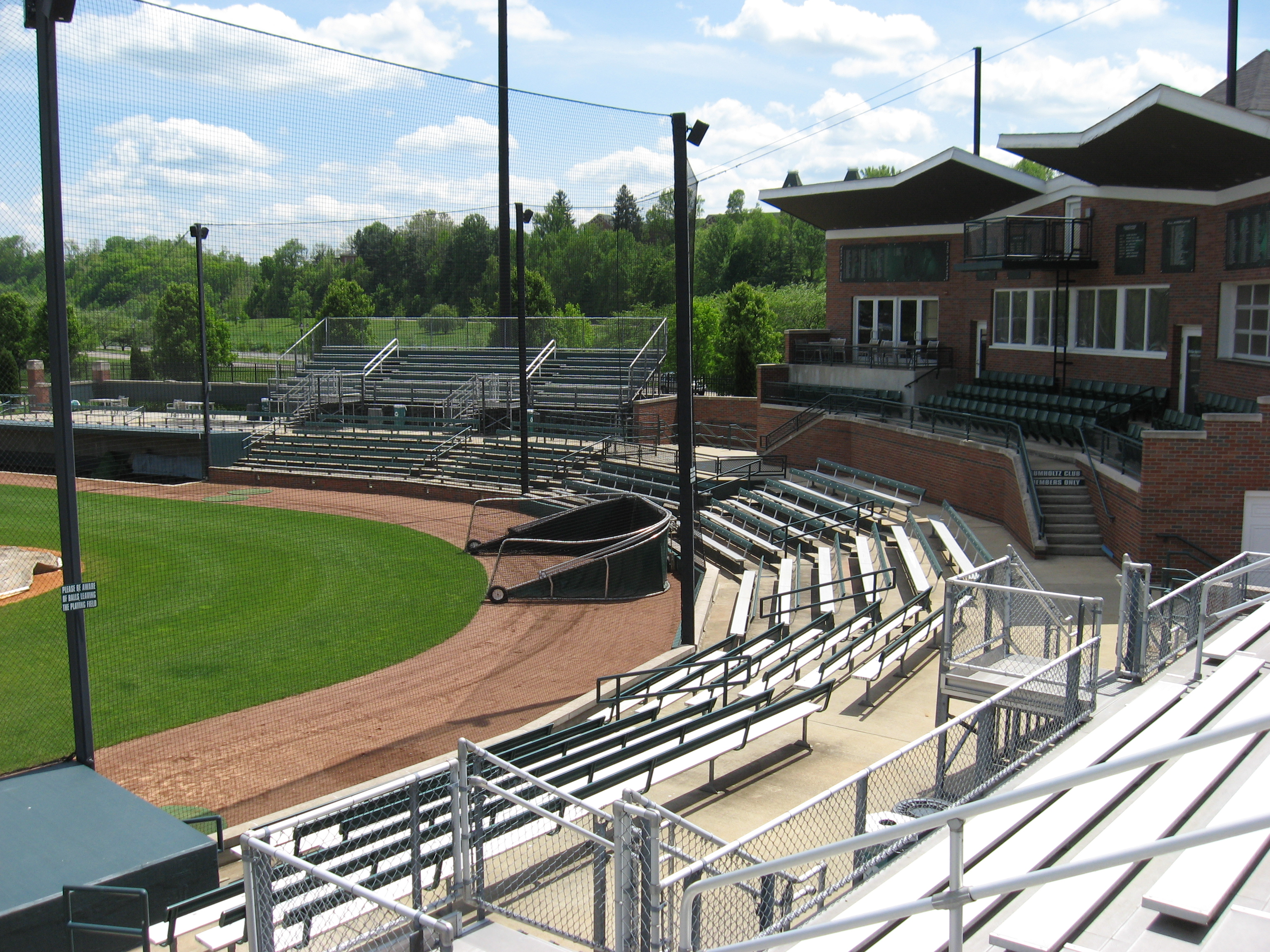
Ohio Baseballfeld

Die  Ohio Bobcats sind die Sportteams der Ohio University. Die 15 verschiedenen Sportteams nehmen an der NCAA Division I als ein Mitglied der Mid-American Conference in der East Division teil.

## Sportarten
Die Bobcats bieten folgende Sportarten an:
Herren Teams
- Baseball
- Basketball
- Crosslauf
- American Football
- Golf
- Freistilringen

Frauen Teams
- Basketball
- Crosslauf
- Hockey
- Golf
- Fußball
- Softball
- Schwimmsport & Wasserspringen
- Leichtathletik
- Volleyball